# HMS Prince Rupert (1915)
«Принс Руперт» (англ. HMS Prince Rupert) був монітором типу «Лорд Клайв». Брав участь у Першій світовій війні. Названий на честь Руперта Пфальцького, флотоводця та командувача роялістів під час Англійської громадянської війни. Хоча «Принс Руперт» — єдиний корабель Королівського флоту з саме таким ім'ям, на честь цього історичного діяча називали й інші британські кораблі. Основне озброєння монітора — 12-дюймові гармати були зняті із застарілих додредноутів типу «Маджестік».

## Історія служби
«Принс Руперт» разом з однотипними кораблями діяв у складі Дуврської ескадри моніторів, регулярно здійснюючи обстріли німецьких позицій на окупованій території Бельгії.
Після завершення війни у 1918 році «Принс Руперт» та однотипні монітори були виведені у резерв з наміром утилізувати їх, оскільки сенс існування цих спеціалізованих кораблів зник після визволення Бельгії. В 1923 році «Принс Руперт» був розібраний на метал, переживши інші монітори свого типу на два роки, оскільки короткий час був приписаний до бази ВМС HMS Pembroke у Chatham Dockyard.